# Janbu
Janbu, Janbu al-Bahr (arab. ينبع البحر) – miasto w Arabii Saudyjskiej, w prowincji Medyna. Ośrodek przemysłowy. Według spisu ludności z 2010 roku liczyło 233 236 mieszkańców.